# 김상복 (1573년)
김상복(金尙宓, 1573년 9월 26일 ~ 1652년 7월 12일)은 조선 후기의 문신, 청백리로 자는 중정(仲靜)이며 본관은 (신)안동이다. 돈녕부도정(都正) 김극효의 막내아들이며, 우의정 김상용과 장단부사 김상관(金尙寬), 좌의정 청음 김상헌의 아우이다.

## 생애
1591년 19세로 사마시(司馬試)에 급제하였으며 사옹원봉사·종부시주부·장례원사평·한성부서윤·중추부경력·군기감 부정자 등을 지냈다. 그 뒤 통정대부(通政大夫)로 승진하여 형조참의·돈녕부도정 등을 지냈고 외직으로는 배천현감·온양군수·대구부사·상주목사·경주부윤(慶州府尹) 등을 역임 하였는데, 항상 선정을 베풀어 명성을 얻었고 관작은 비록 부윤(府尹)에 머물렀으나 성품이 강인하여 늘 꿋꿋하고 떳떳했으며 청백리로 선정을 베풀어 부임했던 여러 고을에 송덕비 선정비가 세워졌다.
수계 동지중추부사(壽階 同知中樞府使)로 있던 중 효종 3년(1652) 임진 7월 12일 천수 80세로 세상을 떠났다. 묘소는 남양주 와부읍 덕소리 석실 에 있다.

## 가족 관계[1]
- 조부 : 김생해(金生海, 1512 ~ 1558)
- 조모 : 이연환(李連環, 1510 ~ ?)[2]
  - 부친 : 김극효(金克孝, 1542 ~ 1618)
- 외조부 : 정유길(鄭惟吉, 1515 ~ 1588)
- 외조모 : 원대은개(元大隱介, 1514 ~ ?))[3]
  - 모친 : 정말정(鄭末貞, 1542 ~ ?)
    - 형 : 김상용(金尙容, 1561 ~ 1637)
    - 형 : 김상관(金尙寬, 金尙寬, 1566 ~ 1621)
    - 형 : 김상건(金尙謇, 1567 ~ 1604)
    - 형 : 김상헌(金尙憲,金尙憲, 1570 ~ 1652) - 큰아버지 김대효(金大孝)의 양자로 출계
    - 부인 : 동지(同知) 이인기(李麟奇)의 딸 청해 이씨
      - 장녀 : 김혜순(金惠順, 1592 ~ ?)
      - 사위 : 여산 송씨 송치중(宋致中, 1591 ~ 1643)
        - 외손녀 : 송호일(宋好一, 1614 ~ ?)

      - 차녀 : 김을순(金乙順, 1605 ~ ?)
      - 사위 : 남원 윤씨 윤집(尹集, 1606 ~ 1637)
        - 외손녀 : 윤오일(尹午一, 1627 ~ ?)
        - 외손자 : 윤이선(尹以宣, 1629 ~ ?)
        - 외손자 : 윤이징(尹以徵, 1631 ~ ?)[4]
        - 외손자 : 윤이정(尹以靖, 1635 ~ ?)

      - 3녀 : 김지순(金止順, 1610 ~ ?)
      - 사위 : 연안 이씨 이오(李悟, 1611 ~ 1655)
        - 외손자 : 이만저(李曼著, 1636 ~ ?)
        - 외손녀 : 이수일(李壽一, 1638 ~ ?)
        - 외손녀 : 이구일(李九一, 1642 ~ ?)
        - 외손자 : 이하저(李夏著, 1648 ~ ?)
        - 외손녀 : 이행일(李幸一, 1653 ~ ?)

      - 아들 : 김광식(金光烒, 1616 ~ 1664)
      - 며느리 : 신량(申湸)의 딸 고령 신씨
      - 며느리 : 조익(趙釴)의 딸 함안 조씨
        - 손녀 : 김강생(金康生, 1661 ~ ?)

      - 며느리(측실) : 이름 미상
        - 서손자 : 김수남(金壽南, 1643 ~ ?)
        - 서손녀 : 김만애(金晚愛, 1657 ~ ?)